# Aisė
Aisė je řeka na západě Litvy, na území okresů Klaipėda a Šilutė, pravý přítok řeky Veiviržas (10 km od jeho ústí do řeky Minija).

## Průběh toku
Pramení ve vsi Brožiai (která je na polovině cesty silnice Vėžaičiai - Veiviržėnai), teče zprvu na jih, u vsi Trepkalniai se stáčí na západ, teče kolem severního okraje lesa Padumblės miškas, míjí zleva zahrádkářskou kolonii, kde se do ní vlévá říčka Tverupis, u vsi Šiūpariai se stáčí ostře na jih, míjí ves Pozingiai, protéká obcí Pėžaičiai (na levém břehu zůstává část této obce Aisėnai), vískami Dvyliai, Diegliai, kde se stáčí pozvolna na západ (na severním okraji lesa Stonaičių miškas), protéká vsí Aisėnai a vzápětí po 1 km se vlévá do řeky Veiviržas jako její pravý přítok (9,9 km od jeho ústí do řeky Minija). Údolí řeky je 200 - 400 m široké, je zvýrazněno od obce Pėžaičiai níže po toku. Šíře koryta je 6 - 10 m, hloubka 0,4 - 205 m. 17 km od pramene je řeka regulovaná. Prúměrný spád je 2,59 m/km. Rychlost proudu je 0,1 - 0,3 m/s.

Aisė náleží k Ichtyologické rezervaci Veivirže. Od roku 2003 jsou v řece Aisė chráněny tyto druhy ryb: pstruh obecný mořský, pstruh obecný potoční, mihule, vranka obecná. Od 1. října do 31. prosince je na řece Aisė zcela zakázáno lovit ryby jakýmkoliv způsobem.

## Původ názvu, první zmínky
Název souvisí s kořenem indoevropského slova "eis", s významem "pohybující se", "rychle se pohybovat". V díle "Popisy křížových výprav do Litvy" (německy Die Litauischen Wegeberichte) v roce 1384 je řeka zmiňována jako Ayse, pruský historik a zeměpisec Kaspar Henneberg na mapě z roku 1576 řeku zmiňuje jako Eisse.

## Přítoky
- Levé:

| Hydrologické pořadí | Řeka      | Délka (km) | Povodí (km²) | Vzdálenost od ústí (km) | Ústí kde | Koordináty ústí |
| ------------------- | --------- | ---------- | ------------ | ----------------------- | -------- | --------------- |
| 17010913            | Piaunė    | 2,0        | 3,3          | 19,7                    |          |                 |
| 17010917            | Dumblė II | 5,2        | 8,6          | 13,4                    |          |                 |
| 17010921            | A - 1     | 4,5        | 7,0          | 10,4                    |          |                 |

- Pravé:

| Hydrologické pořadí | Řeka         | Délka (km) | Povodí (km²) | Vzdálenost od ústí (km) | Ústí kde | Koordináty ústí |
| ------------------- | ------------ | ---------- | ------------ | ----------------------- | -------- | --------------- |
| 17010912            | Pasausoji    | 2,1        | 2,8          | 23,4                    |          |                 |
| 17010914            | Dumblė I     | 3,8        | 6,9          | 17,6                    |          |                 |
| 17010919            | A - 2        | 2,5        | 2,3          | 11,3                    |          |                 |
| 17010922            | Šakos upelis | 4,4        | 5,8          | 3,8                     |          |                 |